# Iceberg (nouvelle)
Vous lisez un « bon article » labellisé en 2016.
Pour les articles homonymes, voir Iceberg (homonymie).
Iceberg  est une nouvelle policière de langue française écrite par le romancier français Fred Kassak. L'œuvre est publiée pour la première fois le 18 janvier 1964 dans la revue Week-end : le magazine du tiercé. Elle figure aujourd'hui dans l'ouvrage Nouvelles à chute, édité par Magnard dans la collection Classiques & Contemporains.
Il s'agit de l'histoire d'un homme (Bernard) qui tombe amoureux d'une jeune femme (Irène) et qui cherche à se débarrasser de celui qu'il considère comme son rival (Georges). Ce n'est qu'à la fin que la véritable identité de ce dernier est révélée : Georges est l'enfant d'Irène.
Reconnue par les critiques, Iceberg est une référence parmi les nouvelles policières et est étudiée en France au niveau collège et lycée.

## Résumé

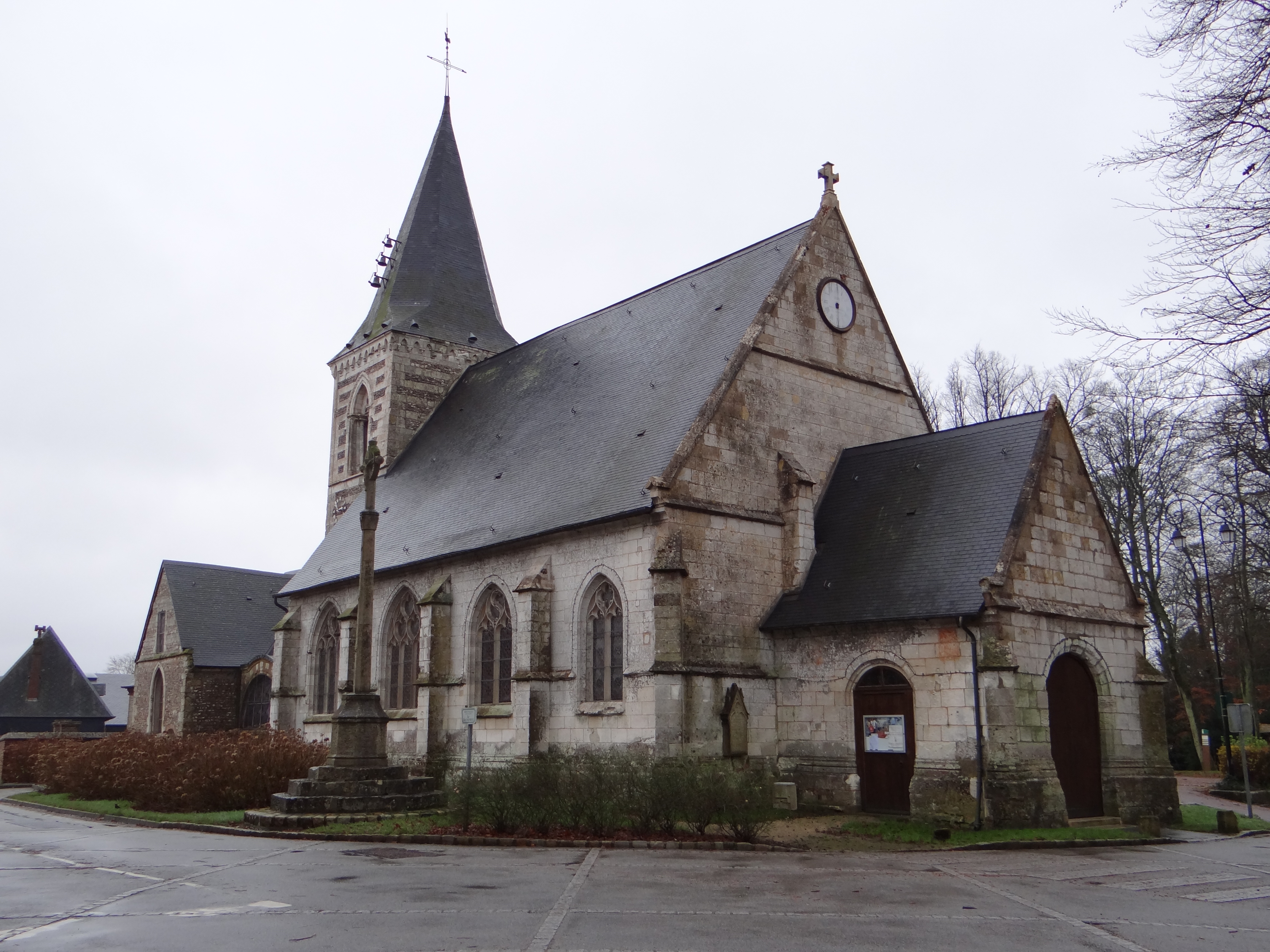
L'histoire se déroule dans le village de Bouville.

L'histoire se déroule en automne au bord de la Manche, à Bouville.
Le narrateur, Bernard, s'éprend d'une jeune femme, Irène. Il se rappelle le jour où il l'a rencontrée dans les moindres détails. Bernard veut passer le reste de sa vie à ses côtés mais la présence d'un dénommé Georges, qui vit avec Irène, semble être l'obstacle à leur relation. Bernard souhaite attirer l'attention d'Irène qui ne la porte qu'à Georges.
Jaloux, Bernard prémédite l'assassinat de Georges. Comme tous les week-ends, il invite Irène à sortir admirer les paysages normands mais, comme il s'y attendait, cette dernière n'accepte qu'à condition que Georges vienne avec elle. Après qu'Irène a bloqué le frein du véhicule pour rejoindre la table d'orientation qu'ils ont l'habitude d'utiliser, Bernard débloque délibérément la pédale de frein alors que Georges est dans le véhicule. La voiture prend de la vitesse et se dirige tout droit vers le bord de la falaise. Irène se précipite au secours de Georges et le sauve in extremis. Alors que l'identité de ce dernier restait floue et laissait croire au lecteur que Georges était un homme adulte, ce n'est qu'à ce moment-là que le lecteur comprend que la voiture est un landau et que Georges se révèle être, par ses cris et ses pleurs, un nourrisson et l'enfant d'Irène.

## Publication
La nouvelle est publiée pour la première fois par Fred Kassak le samedi 18 janvier 1964, dans la revue Week-end : le magazine du tiercé.
En 1989, l'œuvre de Fred Kassak rejoint celles de huit autres écrivains et sont toutes publiées dans Le Masque vous donne de ses nouvelles aux éditions du Masque. Six ans plus tard, dans la même maison d'édition, le recueil Qui a peur d'Ed Garpo ? sort en librairie et regroupe dix nouvelles de Fred Kassak, incluant Iceberg,.
En juin 2004, Iceberg et cinq autres nouvelles paraissent dans l'ouvrage Nouvelles à chute, édité par Magnard dans la collection Classiques & Contemporains.

## Analyse

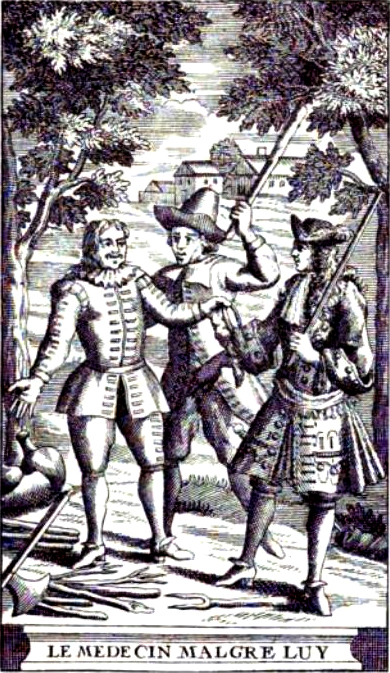
Sganarelle face à Valère et Lucas, dans Le Médecin malgré lui (acte, scène 5).

La nouvelle appartient aux genres réaliste et policier.
Le titre, Iceberg, pourrait évoquer la froideur entre les deux personnages, Bernard et Georges.
L'histoire est entièrement écrite à la première personne. Le début de la nouvelle est dit in medias res (dans l'action), suivi de flashbacks réguliers, qui ont pour but de brouiller les pistes et d'amener efficacement vers la chute de l'histoire. Le lecteur devient alors un détective puisqu'il doit construire l'histoire en fonction des informations qu'il collecte. Tous les éléments du récit policier sont rassemblés : le mobile (la jalousie de Bernard), l'arme (la voiture) et le crime (la tentative d'assassinat).
Rythmé avec des marques d'humour, l'amour impossible entre Irène et Bernard est le quiproquo sur lequel la nouvelle se base. Les professeurs Nathalie Lebailly et Matthieu Gamard comparent l'utilisation du procédé du quiproquo dans cette nouvelle à celui dont faisait usage Molière. On peut notamment le retrouver dans L'École des femmes (acte I, scène 4) où Arnolphe, décidé à épouser sa pupille Agnès, rencontre Horace, tombé lui aussi sous le charme de la même femme. Molière adopte la même pratique dans Le Médecin malgré lui (acte I, scène 5) où Valère et Lucas, les valets de Géronte, sont à la recherche d'un médecin pour la fille de leur maître et que Martine leur désigne Sganarelle comme étant un médecin chevronné.
Fred Kassak sème de plus en plus d'indices sur l'identité de Georges au fur et à mesure de l'histoire : il ne supporte pas la chaleur du Soleil ; il reste silencieux ; Bernard le qualifie « d'avorton à demi-chauve » ; il est indifférent face à tout ce qu'Irène fait pour lui ; il reste à l'intérieur de la voiture et ne va pas admirer la mer ; enfin, Georges pousse des cris et Irène le berce pour le calmer.
La nouvelle est un récit bref puisqu'elle contient une intrigue simple et peu de personnages. Le vocabulaire utilisé tient majoritairement du langage courant, mais Fred Kassak varie quelquefois avec des termes du langage familier et du langage soutenu.

## Accueil
Jean-Claude Alizet qualifie la nouvelle comme étant « un modèle d'histoire à chute ». D'après Delphine Lahary, Iceberg dévoile une « atmosphère de suspense et de mystère » et est un récit propre à intéresser les jeunes lecteurs. Selon l'écrivain français David Bellos, Iceberg est « une nouvelle spectaculaire ». Pour Jennifer Wagner, c'est « la jalousie de Bernard envers la relation qu'entretiennent Irène et Georges qui joue un rôle moteur dans l'histoire ».

## Exploitation pédagogique
En France, Iceberg fait l'objet de lectures et d'analyses au niveau collège et lycée,. Sur le plan littéraire, l'étude de la nouvelle demande à être attentif aux substituts lexicaux et pronominaux utilisés. Les élèves doivent émettre des hypothèses, interpréter le texte et en deviner la chute. L'ambiguïté du texte a pour objectif de faire découvrir aux étudiants une nouvelle approche du discours littéraire. L'auteur lui-même laissait entendre qu'il trouvait peu flatteuse cette exploitation pédagogique de sa nouvelle.